# Psidium orbifolium
Psidium orbifolium är en myrtenväxtart som beskrevs av Ignatz Urban. Psidium orbifolium ingår i släktet Psidium och familjen myrtenväxter. Inga underarter finns listade i Catalogue of Life.